# James Craig Adamson
James Craig Adamson (Warsaw, 3 marzo 1946) è un ex astronauta statunitense.